# یولیا سامویلووا (خواننده)
یولیا سامویلووا (به انگلیسی: Yuliya Samoylova) (زاده ۷ آوریل ۱۹۸۹) خواننده روسی است.
انتخاب یولیا سامویلووا، خواننده روس به عنوان نماینده روسیه در مسابقه یوروویژن ۲۰۱۷ در اوکراین، کشور میزبان این رقابت بحث انگیز شد.
سرویس امنیتی اوکراین به عنوان اصلی‌ترین نهاد امنیتی این کشور روز دوشنبه از احتمال جلوگیری از حضور یولیا سامیولوا در مسابقه آواز یوروویژن خبر داد. ممانعت احتمالی از ورود این خواننده به اوکراین به دنبال انتشار گزارشهایی مبنی بر هنرنمایی او در شبه جزیره کریمه پس از الحاق آن به روسیه مطرح شده‌است.در نهایت اوکراین به او اجازه شرکت در این مسابقات را نداد، سازمان اطلاعات اوکراین دلیل این تصمیم را شرکت وی در کنسرتی در کریمه اعلام کرده‌است.
او در سال بعد به عنوان نماینده روسیه در مسابقه یوروویژن ۲۰۱۸ شرکت کرد.